# Straßenbahn Nordhausen
Die Straßenbahn Nordhausen ist eine von den Stadtwerken Nordhausen betriebene Straßenbahn im äußeren Norden Thüringens. Sie verkehrt auf drei Linien innerhalb der Stadt Nordhausen und über die Harzquerbahn bis ins Umland nach Ilfeld. Die Spurweite beträgt 1000 mm. Mit einer Streckenlänge von 6,2 km hat Nordhausen einen der kleinsten Straßenbahnbetriebe Deutschlands.

## Geschichte

### Planungen vor 1900
1878 kamen erste Pläne für eine Pferdestraßenbahn von Nordhausen nach Ilfeld auf, welche auch dem Gütertransport dienen sollte. Noch im selben Jahr wurde auf Dampfbetrieb umgeplant. Dieses Projekt lehnte der städtische Magistrat jedoch ab.
1879 wurde das Projekt erneut als Pferdestraßenbahn und mit einem Abzweig zum „Hammer“ südlich von Nordhausen angegangen. Noch im selben Jahr starteten die Bauarbeiten, wurden jedoch aus mehreren Gründen von der Stadtverwaltung gestoppt und später nicht mehr fortgesetzt.
1892 wurde ein Streckennetz für eine elektrische Straßenbahn beschlossen, welches dem später tatsächlich eröffneten Netz bis auf das Fehlen des Abschnitts Spiegelstraße – Gehege glich. 1894 wurde die Umsetzung jedoch aufgeschoben. Gleichzeitig gaben die Stadtverordneten auch Planungen für eine gasgetriebene Straßenbahn nach Ilfeld auf, um keine Konkurrenz zur geplanten Harzquerbahn zu schaffen.
1897 wurden die Planungen für die elektrische Straßenbahn wieder aufgenommen. 1898 folgte der Vertragsschluss mit der Elektrizitäts-AG (vormals Schuckert & Co. in Nürnberg), dass diese ein Elektrizitätswerk und die Straßenbahn baut und selbst betreibt.

### Entwicklung von 1900 bis 1933

Blick vom Kornmarkt in die Töpferstraße um 1912

Der Straßenbahnbetrieb wurde am 25. August 1900 auf einem meterspurigen Netz von 5,04 Kilometern Länge eröffnet. Eine Linie mit weißem Signal führte vom Bahnhof in die Altstadt zum Kornmarkt und weiter über den Neumarkt zum Gehege am Geiersberg (2,6 Kilometer). Die andere war eine 2,3 Kilometer lange Ringlinie, die vom Bahnhof – mit rotem Signal – ebenfalls zum Kornmarkt fuhr, dann durch enge Gassen zum Altentor gelangte und von dort über die Grimmel-Allee, wo sich Depot und E-Werk befanden, zum Bahnhof zurückkam. Die Wagen der Gegenrichtung trugen ein grünes Signal.
Zum 1. April 1920 wurde die Stadt Eigentümerin des Unternehmens.
Nach dem Ersten Weltkrieg kam es zu ersten Einschränkungen. Am 29. Januar 1922 wurde der Abschnitt Kornmarkt – Altentor stillgelegt, 1927 folgte der 300 Meter lange Abschnitt Riemannstraße – Geiersberg. Das Liniennetz bestand fortan aus der entsprechend verkürzten Weißen Linie und der Roten Linie Bahnhof – Grimmelallee – Altentor.

### Entwicklung von 1934 bis in die Nachkriegszeit
Trotz der Wirtschaftskrise waren 1931 Mittel für eine umfassende Erneuerung bewilligt worden, welche im Wesentlichen 1934 umgesetzt wurde. Neben der bloßen Sanierung von Streckenabschnitten wurden alle 13 Fahrzeuge durch 8 Neuwagen ersetzt, die Umstellung von Stangenstromabnehmern auf Bügelstromabnehmer vollzogen und der Abschnitt Stolberger Straße – Riemannstraße durch eine zweigleisige Neubaustrecke weiter die Stolberger Straße entlang bis zum Pfingstweg (heute Friedrich-Naumann-Straße) ersetzt. In Verbindung mit gesenktem Fahrpreis, neuem Kurzstreckentarif und der Einführung von Zeitkarten stiegen die Fahrgastzahlen deutlich an. Aufgrund der neuen Verkehrsordnung mit der Farbe Rot für Schluss- und Stoppsignale wurde die Rote Linie zur Blauen Linie.
Durch die Luftangriffe auf Nordhausen am 3. und 4. April 1945 sind Stromanlagen, Oberleitungen, Wagenpark und Gleisanlagen zerstört worden. Nur 900 m Gleisnetz blieben unversehrt. Die Wiederinbetriebnahme fand am 2. September 1945 statt. Nach der Besetzung Nordhausens durch die Rote Armee im Sommer 1945 ging der Straßenbahnbetrieb von den „Städtischen Elektrischen Werken Nordhausen“ im Jahr 1949 auf das „Kommunale Wirtschafts-Unternehmen (KWU) der Stadt Nordhausen“ über und wurde 1951 zum „VEB (K) Verkehrsbetriebe Nordhausen“. Trotz der starken Zerstörung der Stadt wurde die Straßenbahn wieder im früheren Umfang von etwa vier Kilometern Länge in Betrieb genommen.

### Entwicklung in der DDR

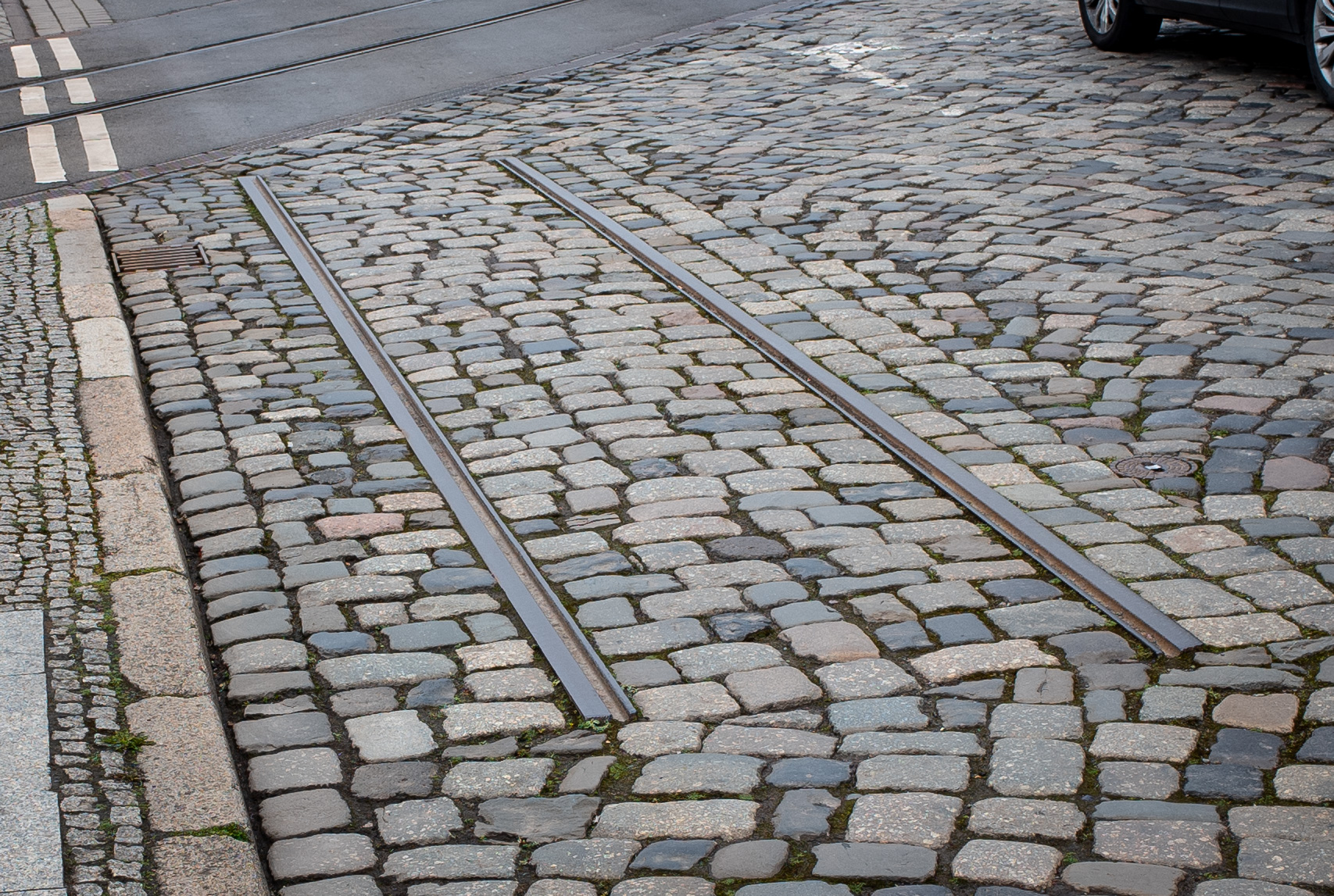
Gleisrest der 1983 stillgelegten Stumpfendstelle Altentor

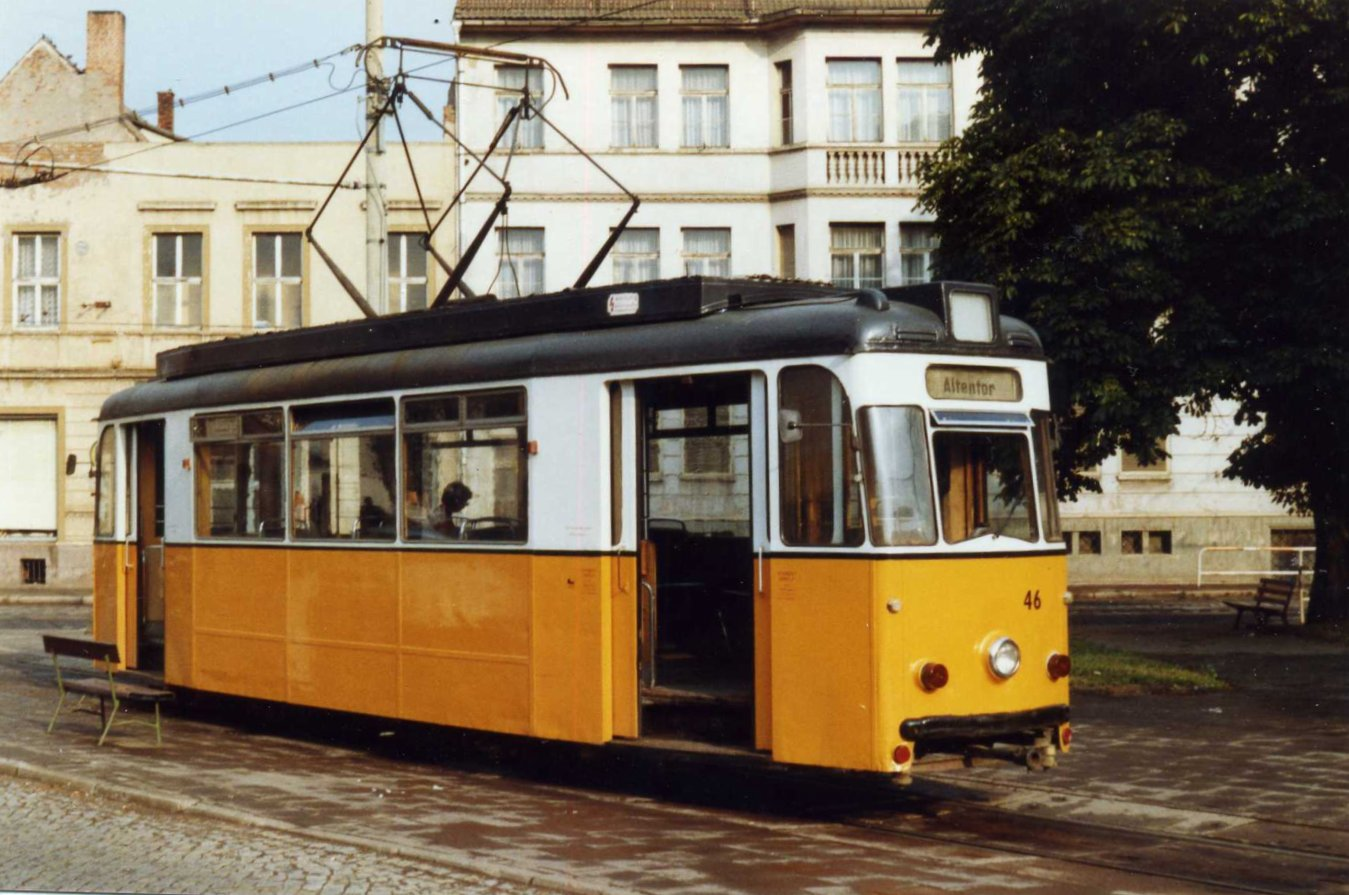
Gotha-Wagen (1989)

1951 bis 1956 erfolgte eine Neugestaltung des Abschnitts Rautenstraße – Kornmarkt – Töpferstraße mit zwischenzeitlichen Gleisprovisorien in der Weberstraße (1955) sowie durch die Spiegelstraße und Richard-Wagner-Straße (1956). Ebenso 1956 wurde die Linie Bahnhof – Arnoldstraße – Altentor auf den neuen Verlauf Arnoldstraße – Altentor eingekürzt.
Von Oktober 1978 bis November 1981 war der Streckenabschnitt Hallenbad/Kreisamt – Altentor wegen schlechten Gleiszustands vorübergehend eingestellt. Kleinere Erweiterungen gab es erst in den 1980er Jahren. Am 7. Oktober 1981 wurde eine zweigleisige Neubaustrecke Friedrich-Naumann-Straße – Krankenhaus eröffnet. Die dortige Wendeschleife in Kombination mit der Errichtung der Blockumfahrung am Bahnhof ermöglichte auf der neu mit der Nummer 1 versehenen Linie Bahnhof – Krankenhaus den Einsatz von Einrichtungswagen.
Bald darauf erhielt die Linie Arnoldstraße – Altentor offiziell die Nummer 2, diese wurde aber zunächst nicht an den Fahrzeugen angezeigt. Am 21. Dezember 1983 wurde eine eingleisige Neubaustrecke Behringstraße – Altentor – Parkallee eröffnet. Vorher führte die Strecke auch nördlich der Behringstraße weiter die Leninallee (heute Grimmelallee) entlang und endete stumpf in der Straße Am Altentor, wo heute noch ein Gleisrest liegt. Die Motivation für den Abschnitt Altentor – Parkallee bestand in der Errichtung einer Wendeschleife, die an der alten Endstelle nicht möglich war.
Aufgrund der Sanierung der Bahnhofsbrücke entstand an der Arnoldstraße ein neuer Verbindungsbogen, um die Linienführung Parkallee – Krankenhaus zu ermöglichen. Diese wurde nach Abschluss der Sanierung werktags weiterhin betrieben und erhielt die Nummer 3.
1987 oder 1988 wurde zwischen Altentor und Parkallee eine Abstellanlage errichtet, weil die Kapazität des Betriebshofs nicht ausreichte. 1988 erfolgte am August-Bebel-Platz der Einbau eines Abzweigs in Vorbereitung einer Neubaustrecke zur Plattenbausiedlung Ost.

### Entwicklung nach der Wiedervereinigung
Nach der Wiedervereinigung Deutschlands gingen die Fahrgastzahlen durch steigende Motorisierung und Bevölkerungsverluste deutlich zurück. Vom 19. Februar 1990 bis 30. September 1991 sowie endgültig ab 1. Februar 1992 wurde deshalb die Linie 3 nicht mehr bedient. Die Diskussion um den Fortbestand der Straßenbahn insgesamt ging jedoch zu Gunsten dieser aus. Am 1. Juni 1991 fand schließlich der erste Spatenstich der bereits zu DDR-Zeiten geplanten Neubaustrecke nach Nordhausen Ost statt, die am 3. Oktober 1993 in Betrieb ging. Bedient wird sie durch die entsprechend verlängerte Linie 2 Parkallee – Nordhausen Ost, welche wie die unveränderte Linie 1 zunächst alle zehn Minuten verkehrte. Die Strecke wurde nicht mit dem einfachen Abzweig von 1988 an das Bestandsnetz angeschlossen, sondern mit einem Gleisdreieck, so dass auch direkte Fahrten Nordhausen Ost ↔ Krankenhaus möglich sind. Erstmals erwähnt wird die regelmäßige Bedienung dieser als Linie 5 bezeichneten Verbindung im Jahr 1997 aufgrund einer Sanierung des Abschnitts zwischen dem Gleisdreieck und der Haltestelle Kornmarkt. Für ein halbes Jahr war dieser Teil des Netzes nicht an den Betriebshof angebunden, so dass direkt westlich des Gleisdreiecks eine provisorische Werkstatt unter freiem Himmel eingerichtet wurde.
Nachdem zunächst gebrauchte Fahrzeuge von der Straßenbahn Stuttgart und der Straßenbahn Freiburg im Breisgau beschafft worden waren, wurden im Januar 1999 die ersten vier Niederflurwagen bestellt und ab 2000 ausgeliefert. Nachdem 1995 die neue Haltestelle Südharz-Galerie und 1997 Atrium-Passage eingerichtet worden waren, kamen auch Rathaus/Kornmarkt und Theaterplatz statt der vorherigen Haltestelle Kornmarkt hinzu. Außerdem erhielt der Betriebshof zwei zusätzliche Abstellgleise.

### Verbindung mit der Harzquerbahn

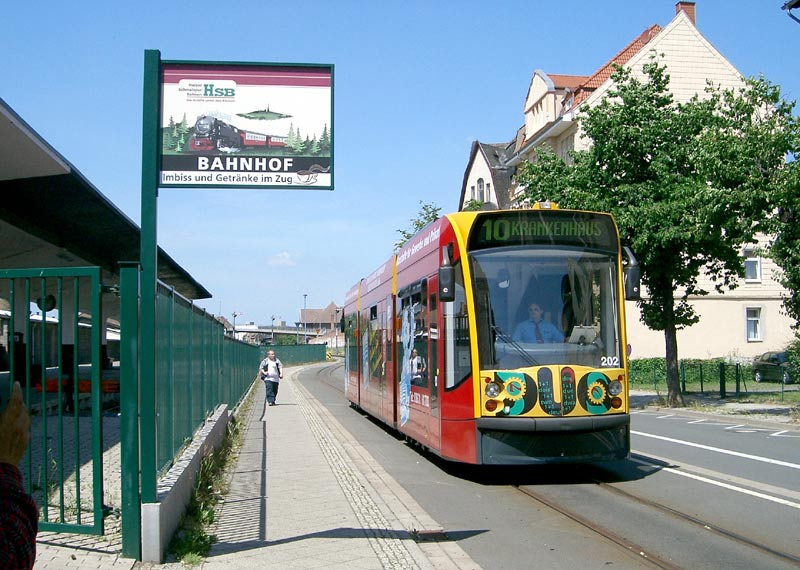
Linie 10 mit einem Combino Duo auf dem Verbindungsgleis zur Harzquerbahn

Nach der Wiedervereinigung kam es zu Bestrebungen, die beiden Gleisnetze von Nordhäuser Straßenbahn und Harzer Schmalspurbahn (HSB) zu verknüpfen, um eine durchgehende Verbindung nach dem Tram-Train-Prinzip zu schaffen. Dies war wegen gleicher Spurweiten (Meterspur) leicht möglich. Beim 100-jährigen Jubiläum der HSB im September 1999 unterzeichneten HSB und Stadtwerke Nordhausen zunächst eine Absichtserklärung, bis zur Landesgartenschau im Jahr 2004 dies Vorhaben zu realisieren. Im Jahr 2002 begannen die Bauarbeiten für diesen Lückenschluss. Dabei wurde ein Gleis von der Straßenbahnhaltestelle Bahnhofsvorplatz entlang der Oskar-Cohn-Straße zu den Abstellgleisen der Harzquerbahn am Bahnhof Nordhausen Nord errichtet und damit die bestehenden Gleisanlagen erreicht.
Da die Strecke der Harzquerbahn nach Ilfeld jedoch keine Fahrleitung besitzt und eine Elektrifizierung abgelehnt wurde, mussten für den als Linie 10 bezeichneten Abschnitt neue Fahrzeuge mit Zweikraftantrieb beschafft werden. Im Rahmen der Feierlichkeiten zum 100-jährigen Jubiläum der Straßenbahn Nordhausen wurde am 3. Juni 2000 die erste Zweikrafttriebwagen Twino präsentiert. Es handelte sich dabei um einen mit einem Fünf-Zylinder-Pkw-Dieselmotor erweiterten GT4-Triebwagen, der der praktischen Erprobung des Zweikraftantriebs diente. Bis zum 1. Mai 2004 beschafften die Stadtwerke drei Fahrzeuge des Typs Combino Duo. Innerhalb der Stadt Nordhausen beziehen diese ihren Antriebsstrom direkt aus der Fahrleitung; auf den Gleisen der Harzquerbahn erfolgt der Antrieb dieselelektrisch. Für den Dieselantrieb ist ein ursprünglich für PKWs vorgesehener Motor der Marke BMW eingebaut. Die Kombination von Meterspur und Dieselantrieb ist in ihrer Form weltweit einzigartig und wird heute – analog zu den Modellen in Chemnitz, Karlsruhe beziehungsweise Zwickau – als Nordhäuser Modell bezeichnet.
Die Straßenbahnen fahren seitdem umsteigefrei vom Südharz-Klinikum durch die Nordhäuser Innenstadt und über den Bahnhofsvorplatz – auf einer Strecke von 11,4 Kilometern nutzen sie dann das Gleis der Harzquerbahn bis zum Haltepunkt Ilfeld Neanderklinik. Zugleich verkehrt auch ein Großteil der HSB-Triebwagen bis zum Bahnhofsvorplatz. Hierzu waren Ertüchtigungen an den Fahrzeugen und eine Zulassung gemäß BOStrab nötig.
Da die Combino Duo im Jahr 2030 das Ende ihrer technischen Einsatzzeit erreichen werden, gaben die Verkehrsbetriebe Nordhausen eine Studie zur Ermittlung der wirtschaftlichsten Nachfolgelösung in Auftrag. Deren Empfehlung ist eine Elektrifizierung der Strecke zwischen Nordhausen und Ilfeld Neanderklinik.

### Entwicklung seit 2004
Ende 2009 wurde die Abstellanlage zwischen Altentor und Parkallee auf ein nicht elektrifiziertes Gleis zurückgebaut. 2014/2015 wurde auch dieses entfernt. Anfang 2011 entfiel im Rahmen von Hochwasserschutzmaßnahmen auch im Betriebshof ein Abstellgleis. Im Rahmen einer bis zum Oktober 2013 fertiggestellten Erneuerung erhielten die bislang nicht witterungsgeschützten Abstellgleise eine Überdachung.
2013 und 2021 kam es durch Beschlüsse des Stadtrats zu deutlichen Einschränkungen des Angebots der Linien 1 und 2. Seit 15. Dezember 2013 werden diese an Wochenenden und Feiertagen nur noch alle 30 statt alle 20 Minuten bedient, seit dem 12. Dezember 2021 von Montag bis Freitag tagsüber nur noch alle 15 statt alle 10 Minuten.
Der Landkreis Nordhausen plant eine zweite Verknüpfung mit der Harzquerbahn von der Endhaltestelle Parkallee aus. Eine neue Linie 20 soll bis Niedersachswerfen Ilfelder Straße verkehren und den Busparallelverkehr ersetzen. Es werden zwei verschiedene Varianten untersucht, die an unterschiedlichen Stellen die Zorge überqueren und von denen eine auch den Albert-Kuntz-Sportpark erschließt.

## Liniennetz
Seit der Vollendung des lange geplanten Lückenschluss zur Harzquerbahn im Jahr 2004 gibt es in Nordhausen die folgenden drei planmäßig bedienten Straßenbahnlinien:
| Linie | Verlauf | Länge   | Takt                             |
| ----- | --- | ------- | -------------------------------- |
| 1     | Südharz-Klinikum – Rathaus/Kornmarkt – Nordbrand – Bahnhofsplatz                                                | 3,2 km  | Mo.–Fr.: 15 min Sa.–So.: 30 min  |
| 2     | Parkallee – Grimmel – Nordbrand – Rathaus/Kornmarkt – Nordhausen Ost                                            | 4,6 km  | Mo.–Fr.: 15 min Sa.–So.: 30 min  |
| 10    | Südharz-Klinikum – Rathaus/Kornmarkt – Nordbrand – Bahnhofsplatz – Niedersachswerfen Ost – Ilfeld Neanderklinik | 14,6 km | Mo.–Fr.: 60 min Sa.–So.: 120 min |

Zu beachten ist, dass die Linie 10 zwischen Südharz-Klinikum und Bahnhofsplatz nicht zusätzlich zur Linie 1 verkehrt, sondern Fahrten aus deren Takt übernimmt.
Bei Streckensperrungen kommen ggf. Ersatzlinien mit fester Nummernzuordnung zum Einsatz. Diese sind:
| Linie | Verlauf                                                                |
| ----- | ---------------------------------------------------------------------- |
| 3     | Südharz-Klinikum – Rathaus/Kornmarkt – Nordbrand – Grimmel – Parkallee |
| 4     | Nordhausen Ost – Rathaus/Kornmarkt – Nordbrand – Bahnhofsplatz         |
| 5     | Südharz-Klinikum – Nordhausen Ost                                      |
| 6     | Parkallee – Grimmel – Bahnhofsplatz                                    |

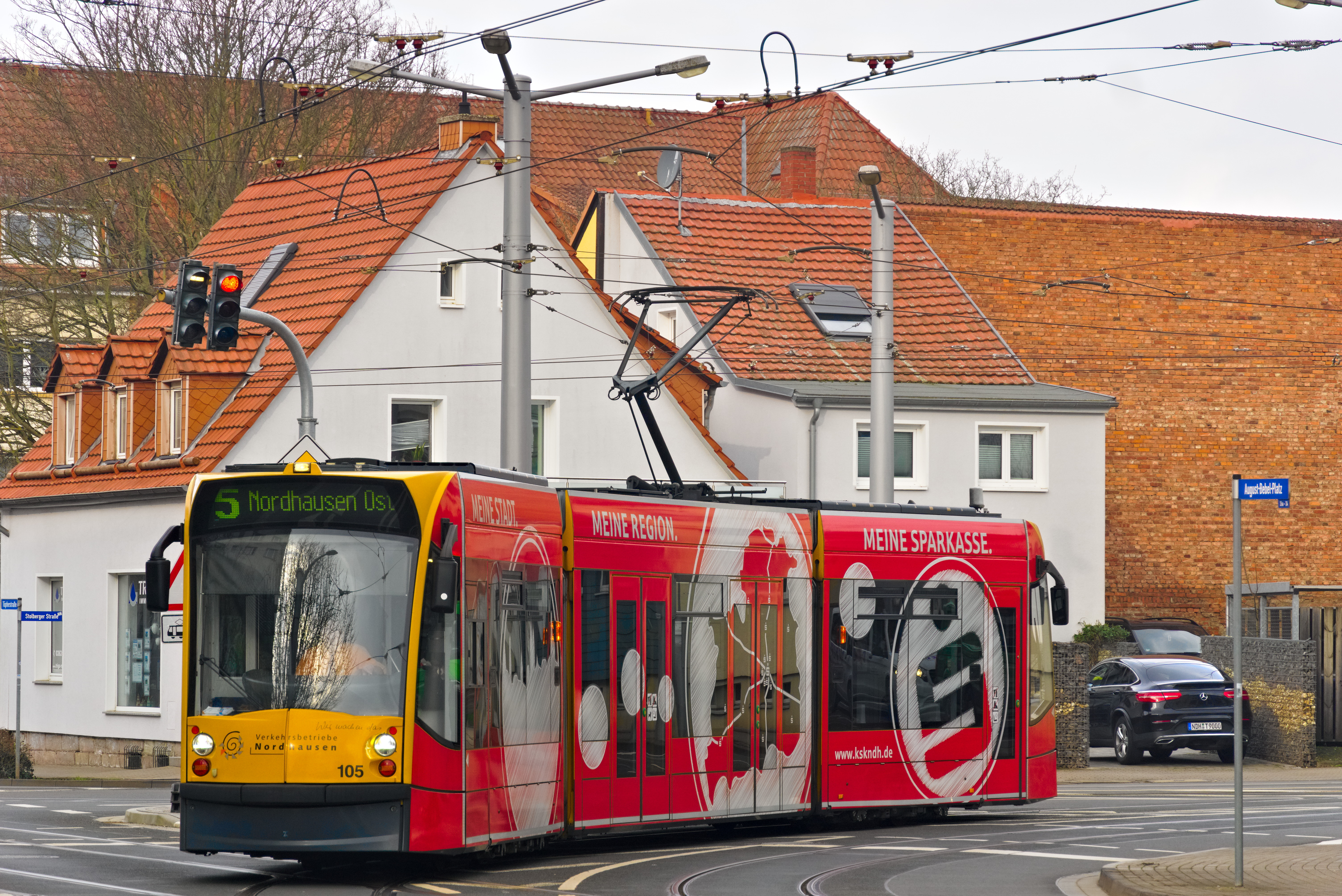
Combino Advanced Nr. 105 befährt im Einsatz auf Ersatzlinie 5 den ansonsten nicht verwendeten Gleisbogen von der Stolberger Straße zum August-Bebel-Platz

Die Fahrzeuge der Linie 10 wechseln dabei aus Ilfeld kommend am Bahnhofsplatz auf die Linie 4 oder 6 und zurück, wenn der normale Verlauf im Straßenbahnnetz nicht bedient werden kann.

## Fahrzeuge
Ab Betriebseröffnung bis 1980 verfügte der Betrieb ausschließlich über zweiachsige Triebwagen. Beiwagen wurden nie beschafft. 2000 kamen die ersten Niederflurwagen zum Einsatz und 2012 gingen die letzten Hochflurwagen außer Betrieb.

### Fahrzeuge im Liniendienst (Combino)
Die 12 Niederflurwagen der Plattform Combino von Siemens bilden den gesamten aktuellen Fahrzeugpark für den Linienverkehr (Stand August 2024). Bei allen fünf Varianten handelt es sich um 2,3 m breite dreiteilige Multigelenkwagen, die aufgrund der topografischen Bedingungen des Streckennetzes mit Längsneigungen von bis zu 9,3 % einen Allradantrieb erhielten (Achsfolge BoBo, 4 × 100 kW Leistung). Das laufwerkslose Mittelteil ist jeweils in der langen Version mit zwei Doppeltüren pro Türseite ausgeführt. Die Fahrzeuge erhielten eine gelbe und im unteren Bereich graue Lackierung, die jedoch aufgrund von Werbebeklebungen meistens nur an Front und Heck sichtbar ist.
Zunächst waren im Januar 1999 vier Einrichtungswagen bestellt worden. Die ersten beiden Fahrzeuge wurden im Jahr 2000 als Combino Basic mit den Wagennummern 101 und 102 ausgeliefert. Sie sind 19,080 m lang. Triebwagen 101 wurde vom 31. August bis 1. September 2002 an die Straßenbahn Halberstadt ausgeliehen.
Die weiteren Einrichtungswagen 103 und 104 sowie die im Mai 2001 bestellten drei Zweirichtungswagen 105 bis 107 wurden 2002 als Combino Advanced ausgeliefert. Diese unterscheiden sich u. a. durch eine andere Frontform, einen höheren Fahrgastraum und eine Länge von 20,048 m von den Combino Basic. Triebwagen 107 wurde vom 29. Juni bis 7. Juli 2003 an die Straßenbahn Gmunden ausgeliehen.
Die drei Zweikrafttriebwagen des Typs Combino Duo mit den Nummern 201 bis 203 wurden im Dezember 2001 bestellt und 2004 ausgeliefert. Die Frontform und die Länge entsprechen denjenigen der Combino Advanced.
2011 kamen schließlich zwei weitere Einrichtungswagen aus einer gemeinsamen Beschaffung mit der Straßenbahn Erfurt hinzu. Die Fahrzeuge mit den Nummern 108 und 109 gehören zum Typ Combino Classic und sind 20,2 m lang.

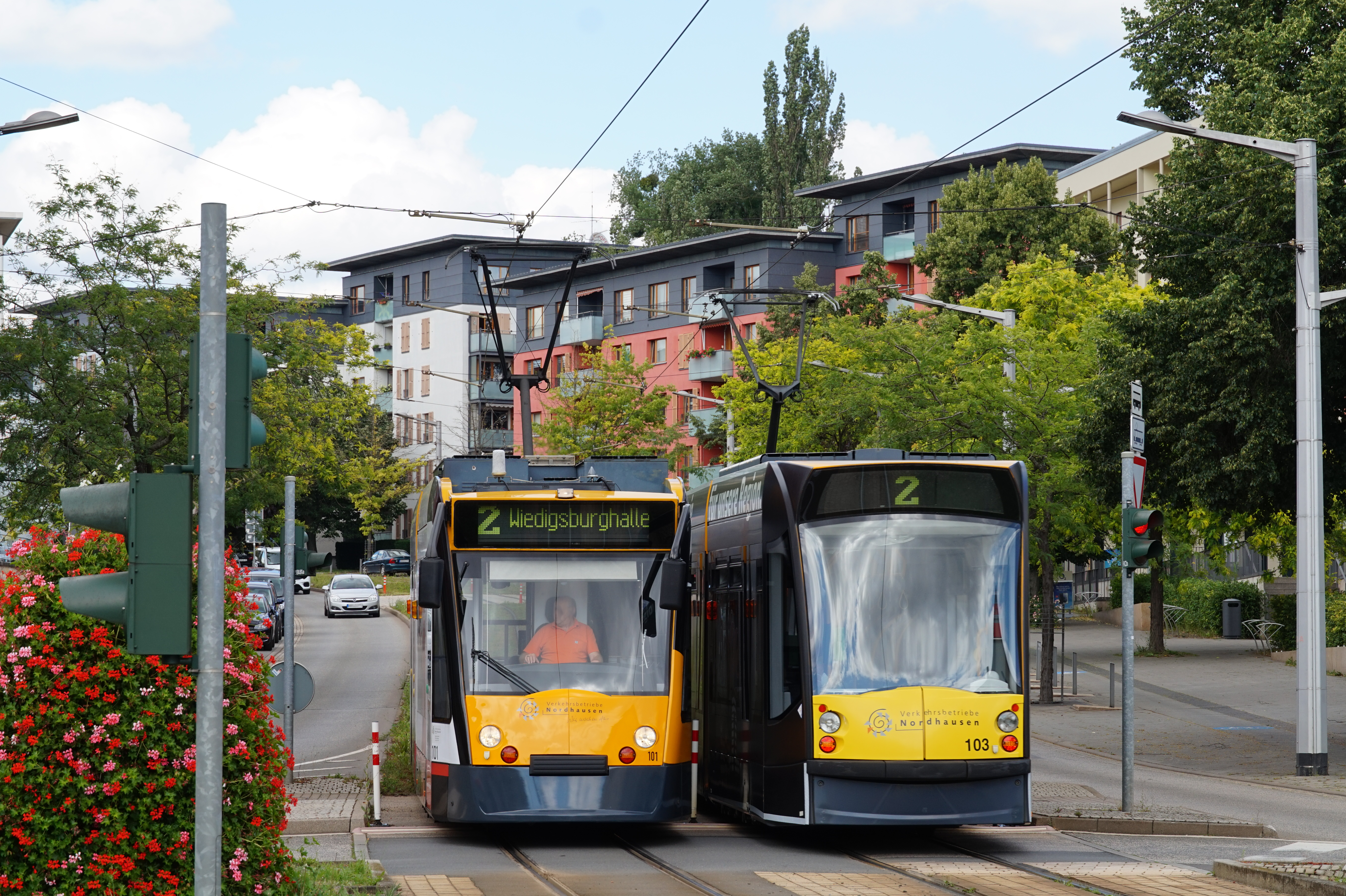
Combino Basic (links) und Combino Advanced (Einrichtungswagen, rechts)
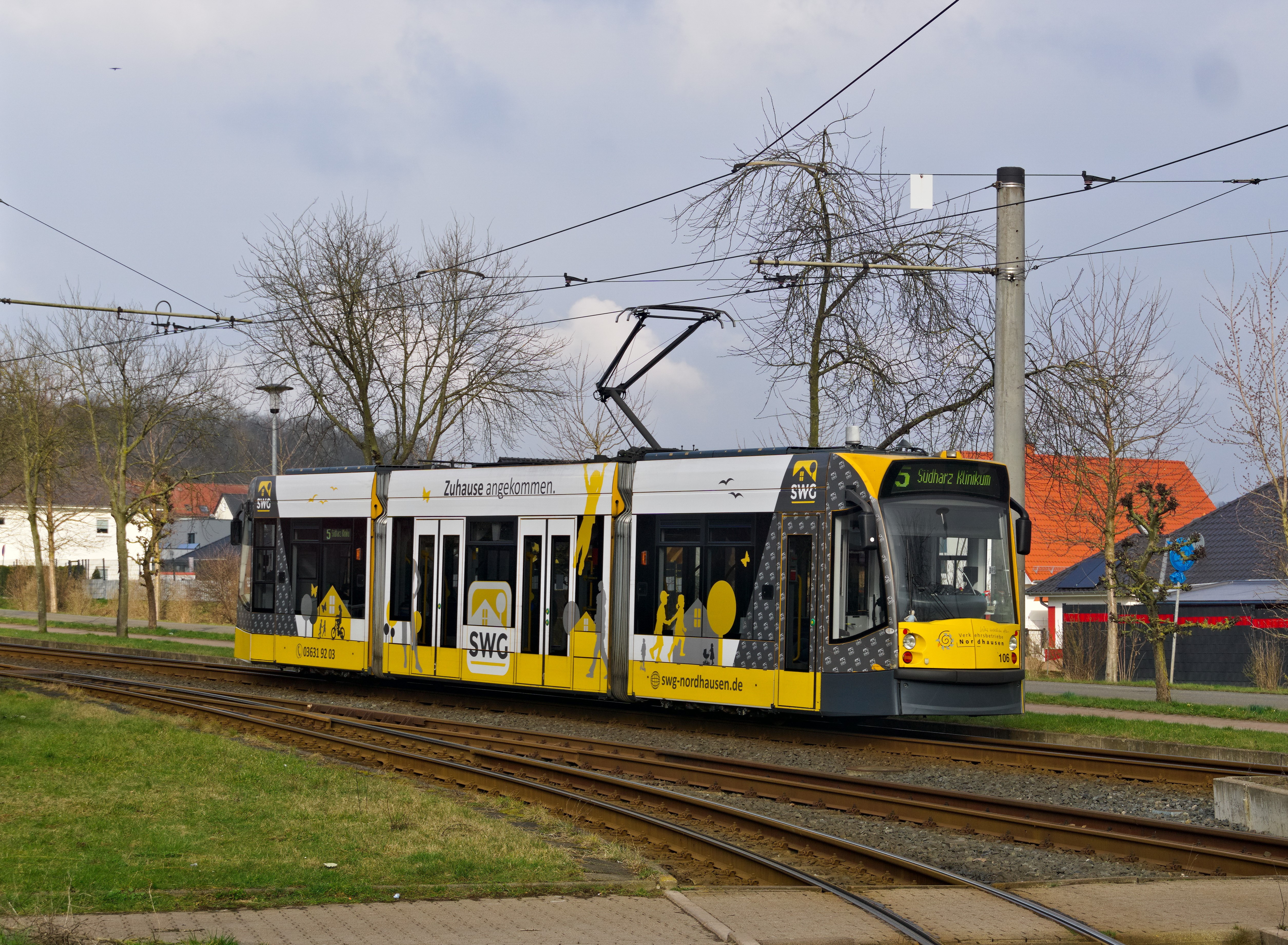
Combino Advanced (Zweirichtungswagen)
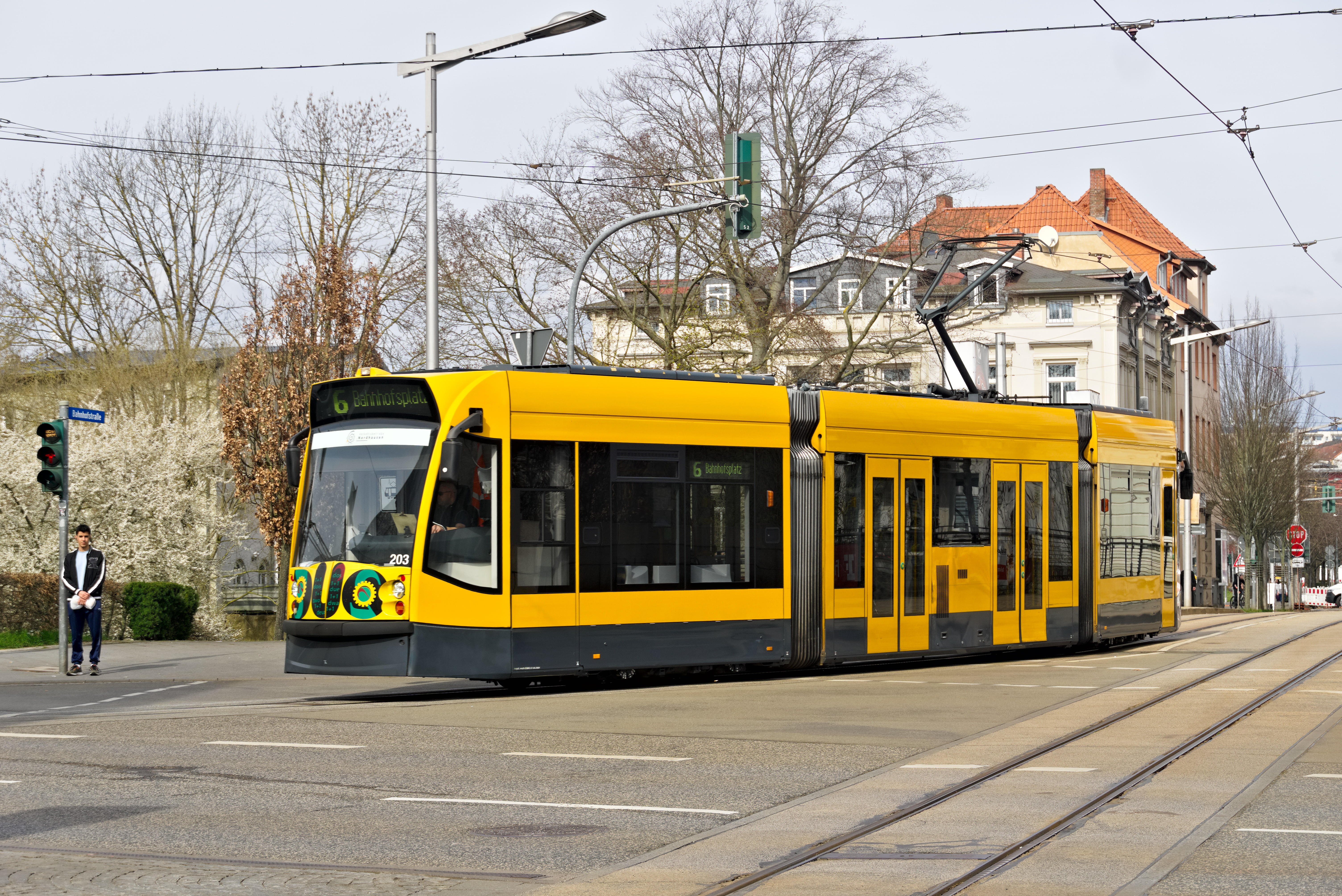
Combino Duo in der Standardlackierung
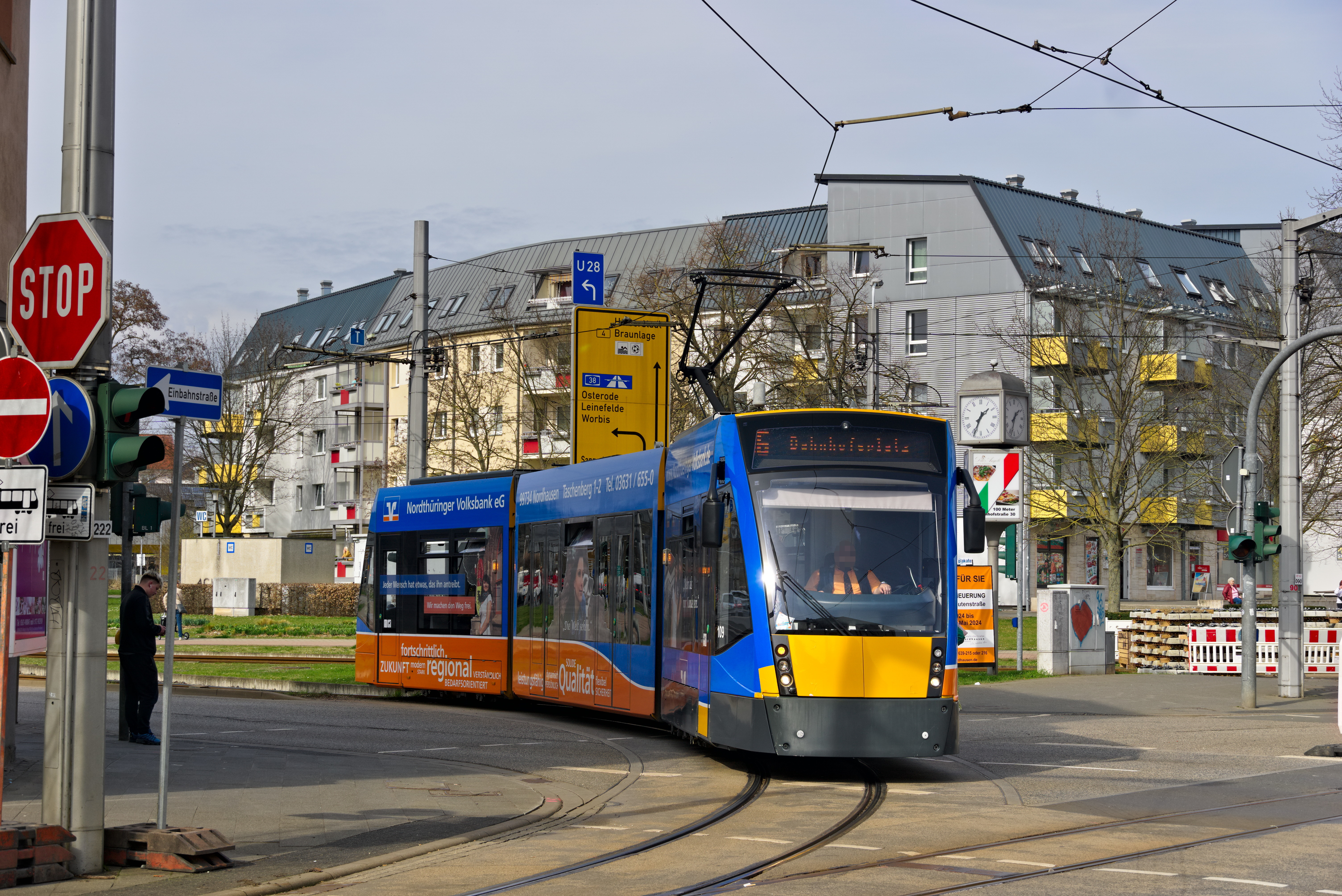
Combino Classic

### Ehemalige Fahrzeuge des Liniendiensts

#### Triebwagen 1 bis 13
Zu Beginn verfügte die Nordhäuser Straßenbahn über 13 zweiachsige Triebwagen mit offenen Plattformen, die von der Hannoverschen Waggonfabrik hergestellt worden waren. Sie hatten vier Seitenfenster in der Abfolge schmal-breit-breit-schmal, waren 6,5 m lang, hatten einen Achsstand von 1,7 m und eine Antriebsleistung von 2 × 11 kW. Von 1928 bis 1932 wurde eine teilweise Verglasung der Plattformen nachgerüstet und 1933 erhielten die Wagen Lyrabügel statt der vorherigen Stangenstromabnehmer. 1934 erfolgte die Verschrottung der noch vorhandenen Wagen. Triebwagen 12 war zuvor an die Straßenbahn Mühlhausen abgegeben worden, allerdings reichen die Angaben über den Zeitpunkt von 1907 über 1922 bis 1934.
Die Wagenkästen waren grün mit einem weißen oder hellbeigefarbenen Fensterband lackiert.

#### Triebwagen 21 bis 28

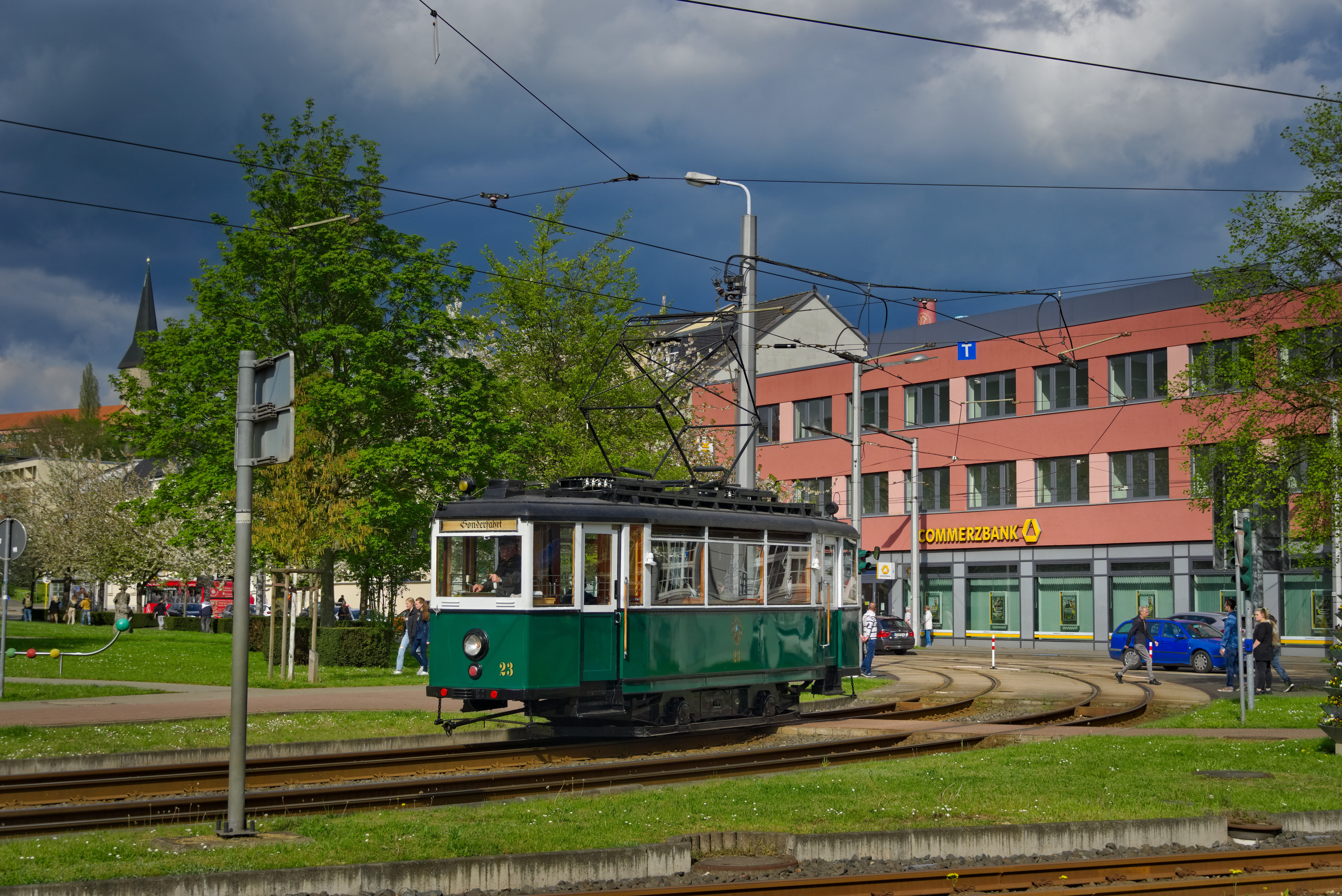
Wagen 23 als historischer Wagen im Jahr 2023

Im Rahmen der umfassenden Erneuerung des Betriebs wurden 1934 acht Zweiachser mit geschlossenen Plattformen und Scherenstromabnehmer von der Waggonfabrik Wismar beschafft. In Anpassung an das Streckennetz mit starken Längsneigungen und engen Radien erhielten sie stärkere Motoren, Klotz-, Kurzschluss- und Magnetschienenbremsen sowie einen Achsstand von nur 2,25 m. Die Wagenlänge beträgt 8,73 m, die Breite 2,1 m und die Antriebsleistung 2 × 34 kW. Zwei bei den Luftangriffen auf Nordhausen zerstörte Wagen wurden 1945 und 1946 durch die Waggonfabrik Gotha im Originalzustand neu aufgebaut. In den 1960ern trugen einige Wagen Werbung für ortsansässige Unternehmen. Von 1967 bis 1972 erfolgte die Verschrottung von sieben Fahrzeugen, nur Triebwagen 23 blieb erhalten und diente ab 1973 als Arbeitstriebwagen.
Nach einem 1983 erlittenen Brandschaden wurde der verbliebene Wagen im Jahr 1987 als historischer Wagen aufgearbeitet, erhielt dabei aber eine weiß-grüne Lackierung, obwohl mit dieser Fahrzeugserie 1934 die bis zu den letzten Hochflurwagen fast ununterbrochen angewendete weiß-gelbe Farbgebung mit schwarzem Zierstreifen eingeführt worden war.

#### ET50
1951 ergänzte ein LOWA-Triebwagen des Typs ET50 mit der Nummer 30 den Fahrzeugpark. Aufgrund des beim Bremsen in starkem Gefälle problematischen langen Kurbelwegs wurde er hauptsächlich auf der flach verlaufenden Linie zum Altentor eingesetzt. 1967 kam ein zweiter ET50 gebraucht von der Straßenbahn Gotha hinzu und erhielt die Nummer 31. Wagen 30 wurde im Jahr 1979 verschrottet und Wagen 31 zwei Jahre darauf an die Straßenbahn Naumburg abgegeben.

#### Triebwagen 3II
Im Jahr 1955 oder 1956 wurde ein 1912 gebauter Zweiachser von der Straßenbahn Gotha übernommen, weil mit dem vorhandenen Fahrzeugpark kein Wagen für andere Aufgaben als die Bedienung des Planverkehrs übrig blieb. Der Triebwagen hatte eine Länge von 8,28 m, einen Achsstand von 1,8 m und eine Leistung von 2 × 26 kW. Er war nur für kurze Zeit im Liniendienst und wurde anschließend als Arbeitswagen verwendet, beispielsweise bei der Oberleitungsinstandhaltung zur Beförderung des Turmwagens. 1963 wurde er verschrottet.

#### T57
1959 erhielt die Straßenbahn Nordhausen ein erstes Fahrzeug des Typs T57 vom VEB Waggonbau Gotha, welches mit der Wagennummer 40 eingeordnet wurde. Von 1968 bis 1972 kamen weitere T57 gebraucht nach Nordhausen, Triebwagen 41 von der Straßenbahn Halle (Saale) und die Triebwagen 42 bis 48 von der Straßenbahn Gera. Sie ersetzten die Vorkriegswagen. Die Wagen 41 bis 46 erhielten von 1973 bis 1975 eine Rekonstruktion beim Raw Schöneweide, womit die Einführung einer bis zur Übernahme der G4-61 angewendeten cremefarbenen Lackierung mit schwarzem Zierstreifen einherging. 1981 wurde Wagen 47 an die Straßenbahn Naumburg abgegeben, 1983 Wagen 48 an die Straßenbahn Görlitz. Die weiteren Fahrzeuge blieben bis zur Wiedervereinigung im Bestand, Triebwagen 41 allerdings ab 1983 als Arbeitswagen 03. Wagen 46 diente von 1993 bis 2003 der Frauenberg-Schule in Nordhausen als Bistro, anschließend erfolgte die Verschrottung. Die weiteren Fahrzeuge wurden 1994 bis spätestens 1995 größtenteils verschrottet.
Ein aus Teilen mehrerer Fahrzeuge zusammengesetzter Wagen verblieb mit der Nummer 40 als historischer Wagen in Nordhausen. Er ist unter anderem mit Entwertern so ausgerüstet, dass er auch weiterhin im Linienverkehr einsetzbar ist.

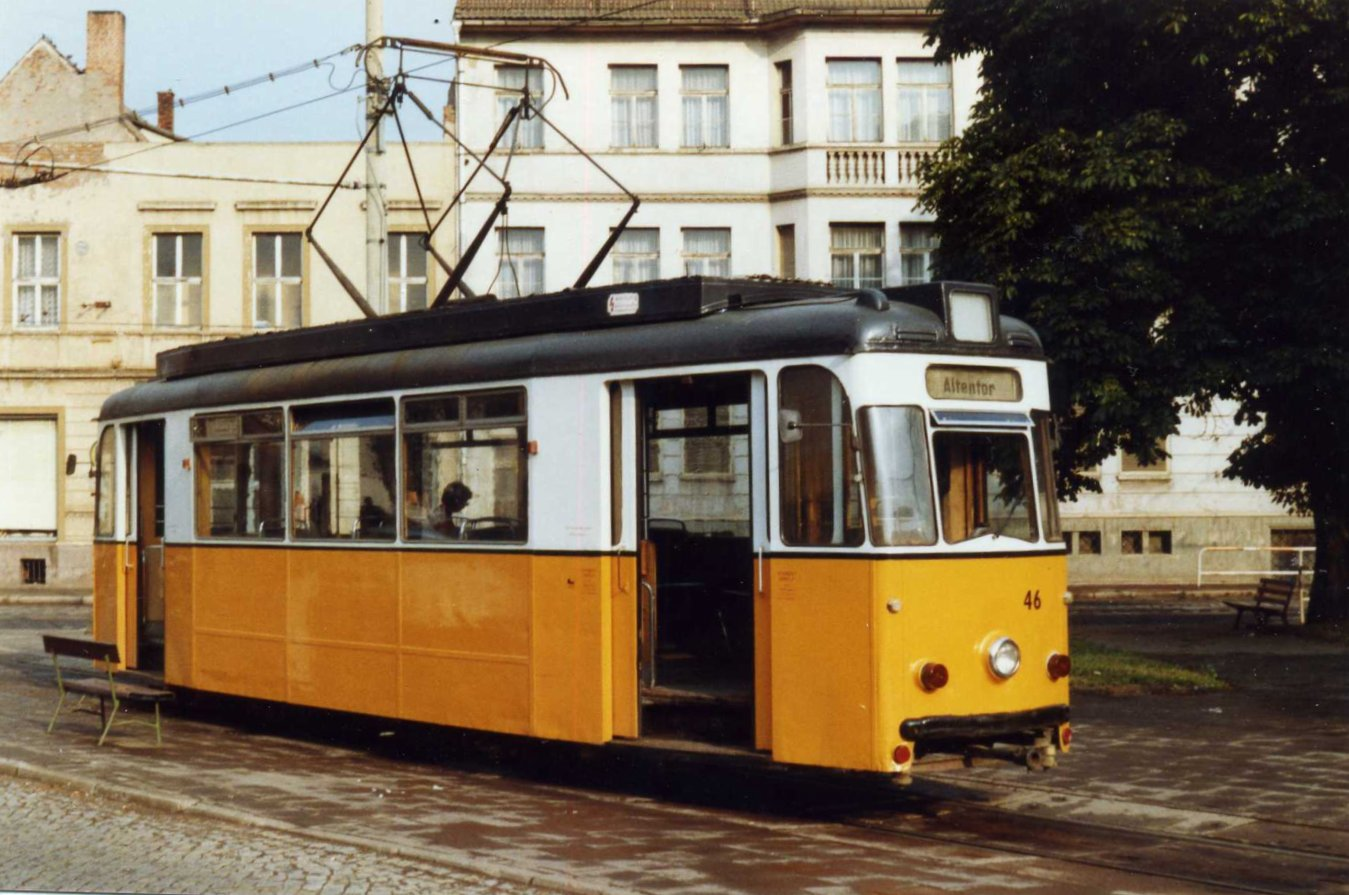
Wagen 46 an der Haltestelle Arnoldstraße (1989)
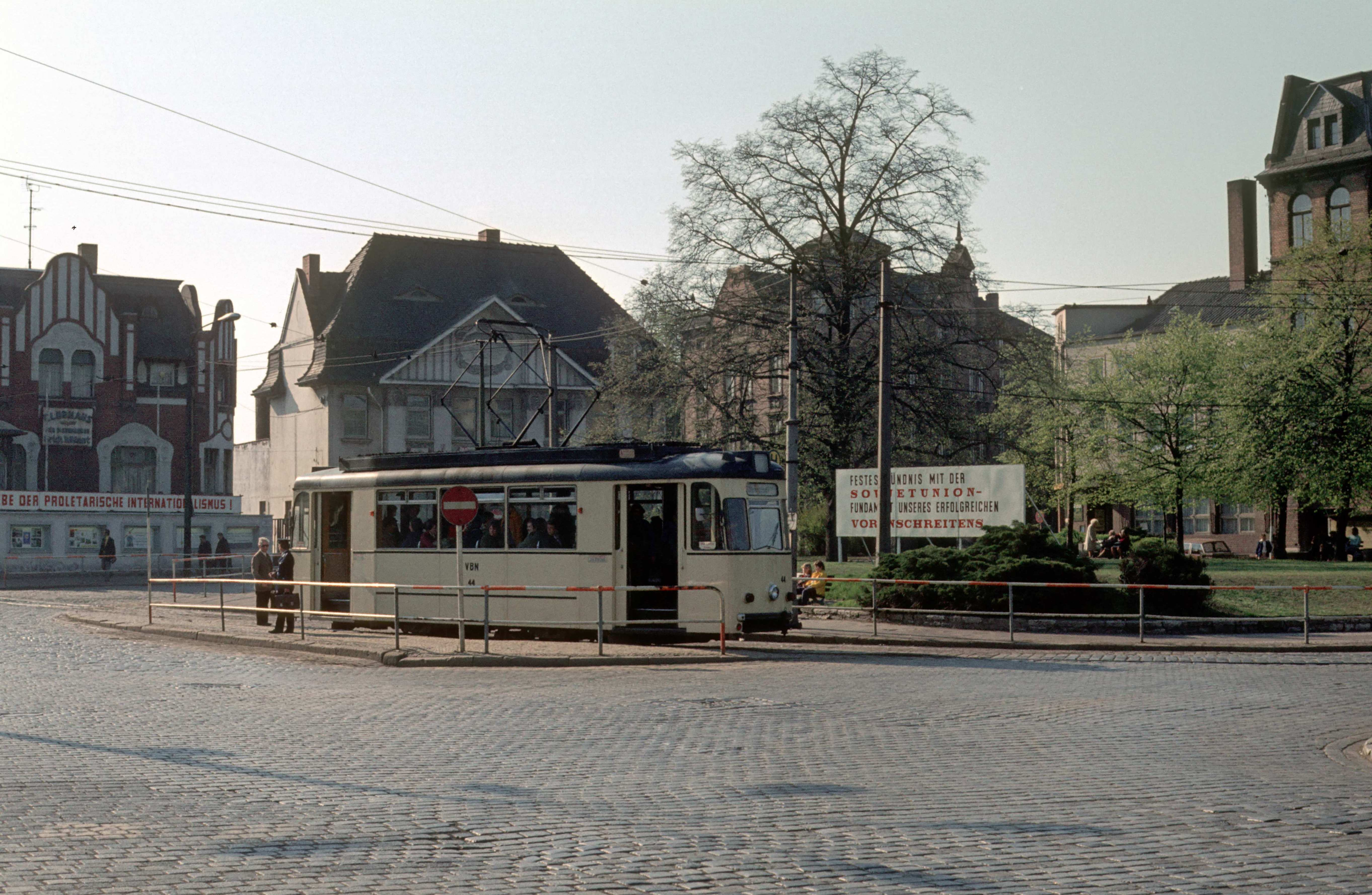
Wagen 44 mit der cremefarbenen Lackierung auf dem Bahnhofsplatz (1980)
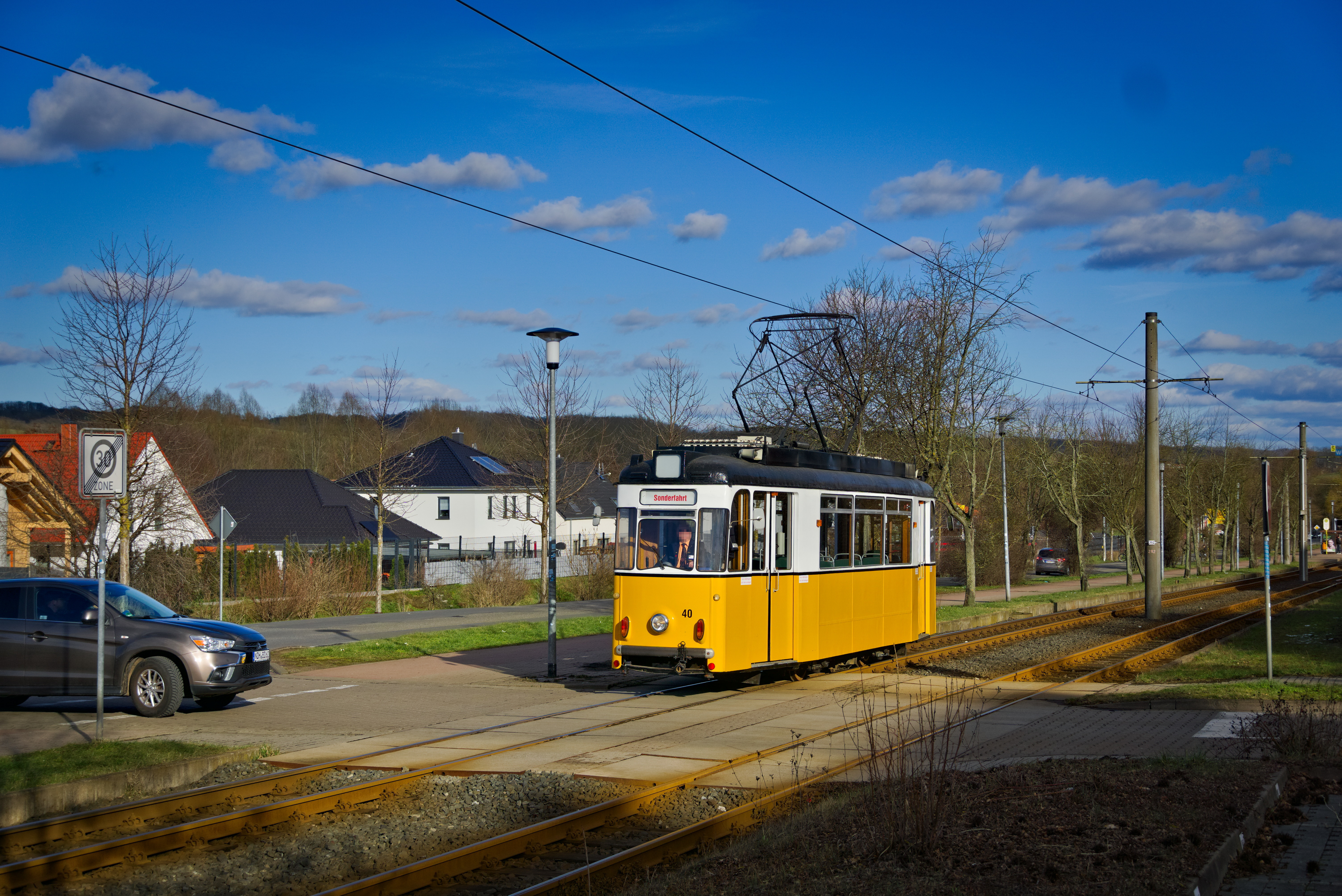
Historischer Wagen 40 in Nordhausen Ost (2023)
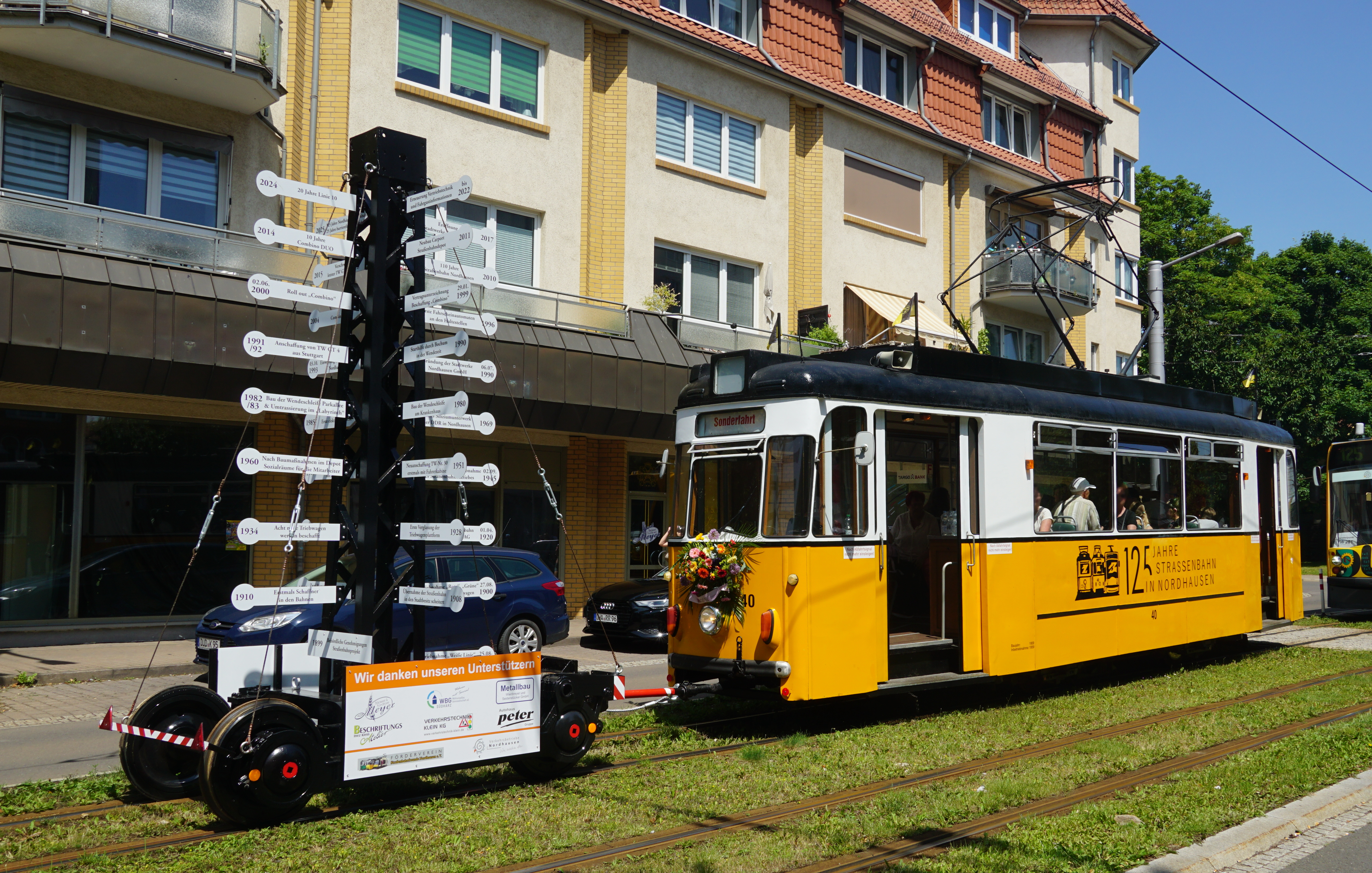
Historischer Wagen 40 in der Töpferstraße (2025)

#### Triebwagen 29 und 29II
Lediglich von 1965 bis 1967 verkehrte der von der Straßenbahn Erfurt übernommene Zweiachser 86 des Baujahrs 1936 mit der Nummer 29 in Nordhausen. Nach seiner Verschrottung wurde er 1967 durch einen fast baugleichen Wagen aus dem Jahr 1944 ersetzt, der in Erfurt die Nummer 115 trug und in Nordhausen die Nummer 29 in Zweitbesetzung erhielt. Dieser wurde 1971 durch die weiteren T57 ersetzt und verschrottet.

#### G4-61 und G4-65
1981 erhielt die Straßenbahn Nordhausen elf Gothawagen G4-61 gebraucht von der Straßenbahn Erfurt, um auf der Linie 1 größere Kapazitäten anbieten zu können. Sie waren zugleich die ersten Einrichtungs- und die ersten Gelenkwagen und erhielten die Nummern 51 bis 59 sowie 61 und 62. Wagen 62 war allerdings noch bis 1982 mit der Erfurter Nummer 164 im Einsatz. Aufgrund deutlicher Verschleißerscheinungen wurden die Wagen 57 und 59 in den Jahren 1985 und 1986 mit Wagenkästen der Leipziger G4-65 Nr. 1216 und 1218 in besserem Zustand generalsaniert. Wagen 57 erhielt dabei eine cremefarbene Lackierung mit einem schwarzen Zierstreifen. 1988 wurde der erste Wagen verschrottet, bis auf Wagen 59 folgte der Rest bis 1994.
1989 kamen sieben etwas jüngere Fahrzeuge des Typs G4-65 ebenfalls aus Erfurt hinzu und erhielten die Nummern 63 bis 69. Aufgrund der Grenzöffnung kamen die Wagen 65, 67, 68 und 69 jedoch nie in Nordhausen zum Einsatz. 1991 wurden fünf Fahrzeuge verschrottet und 1993 die anderen beiden an ein Privatunternehmen in Nordhausen abgegeben, wo 2012 ebenfalls die Verschrottung folgte.
Triebwagen 59 ist als Partywagen in schwarzer Lackierung weiterhin vorhanden.

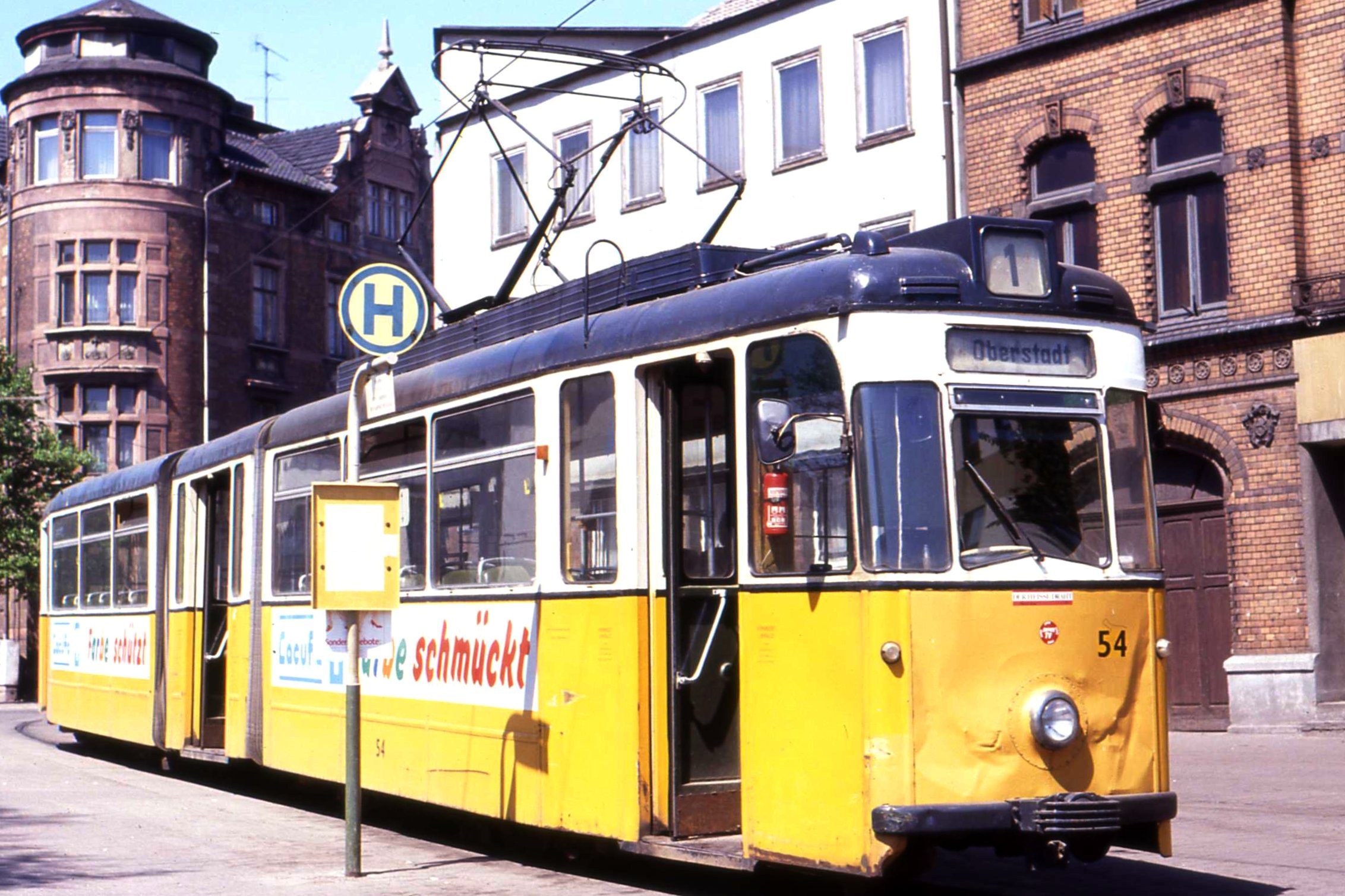
1981 übernommener Wagen (1990)
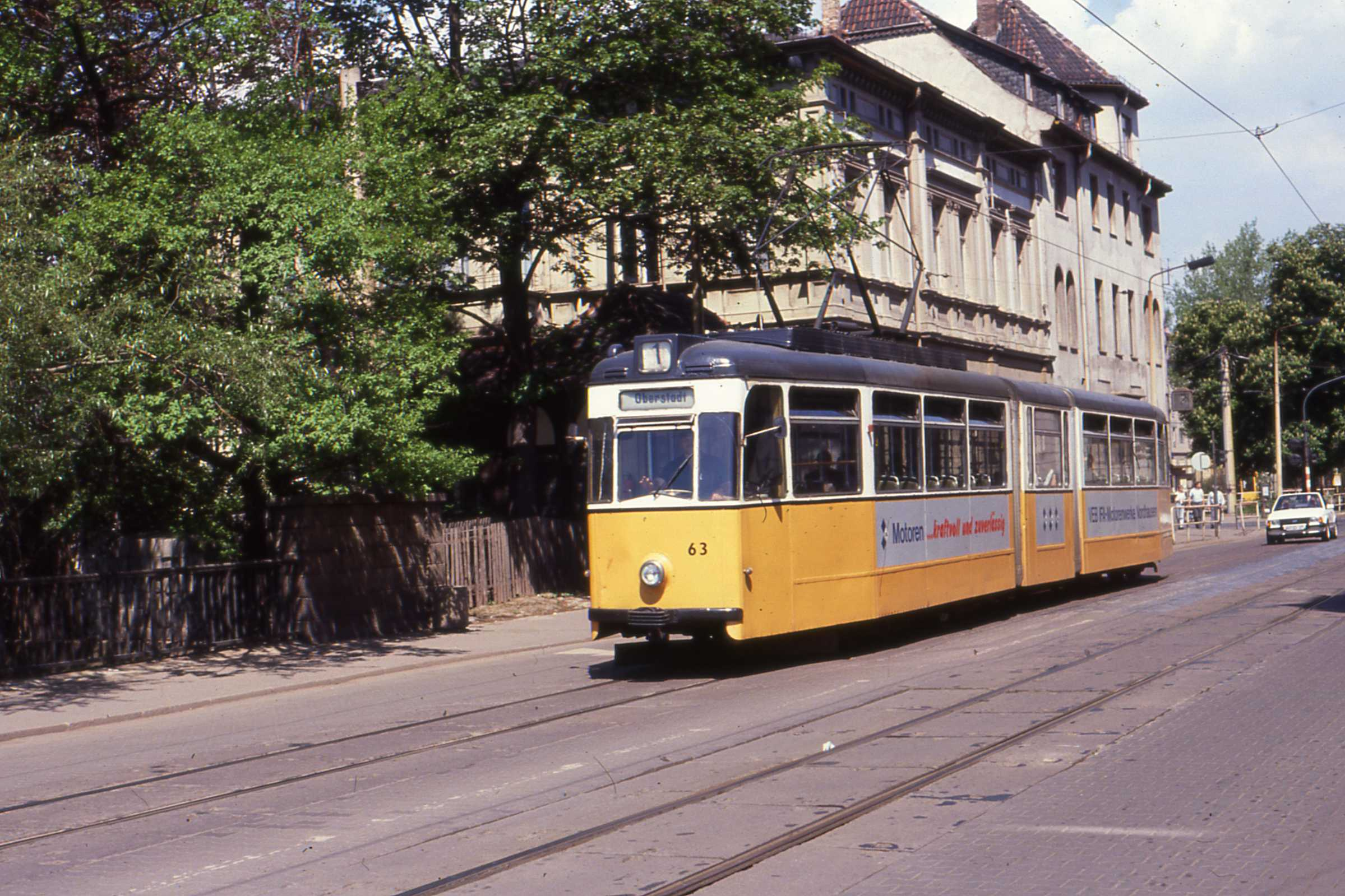
1989 übernommener Wagen (1990)
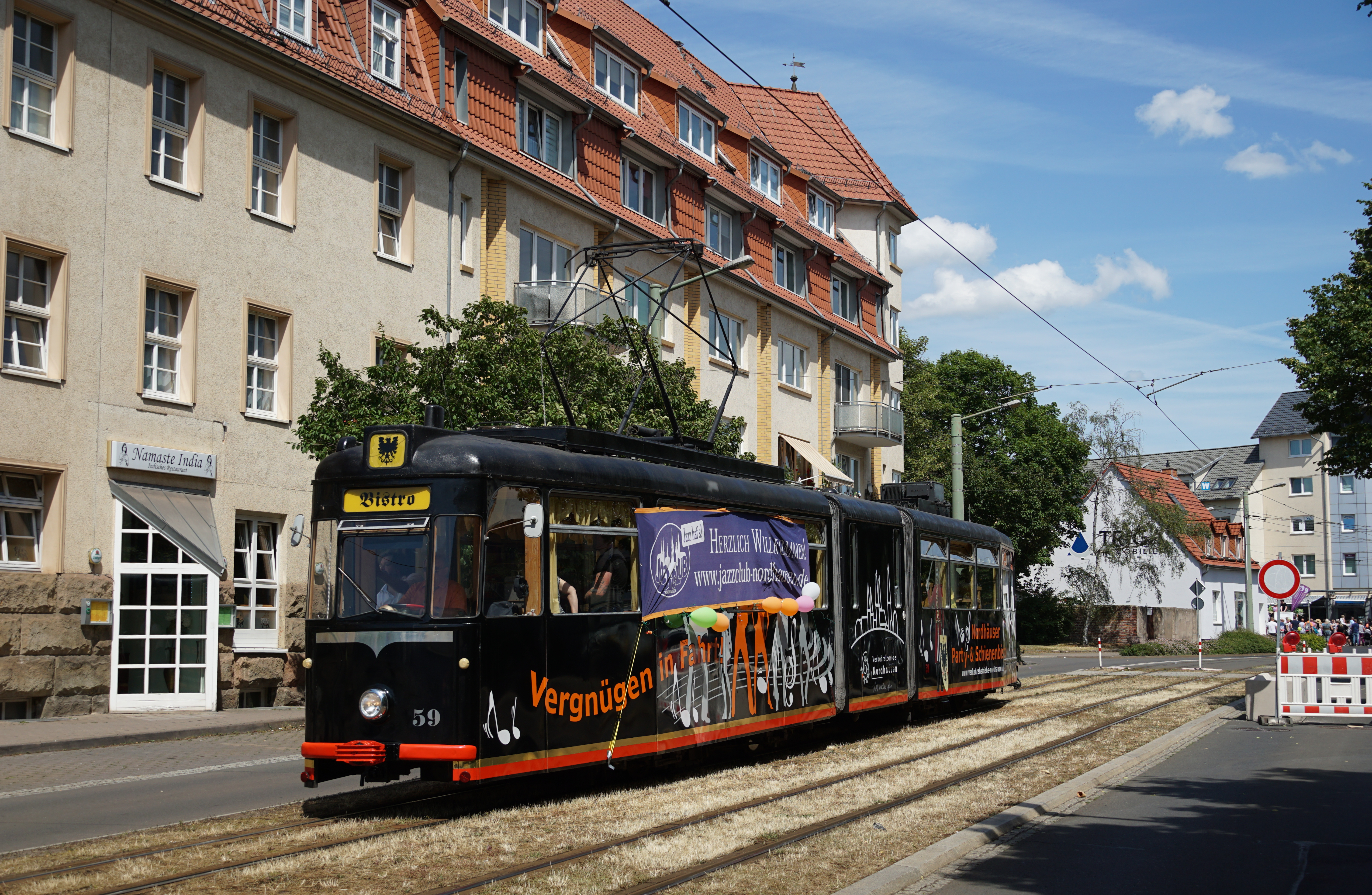
Partywagen 59 (2022)
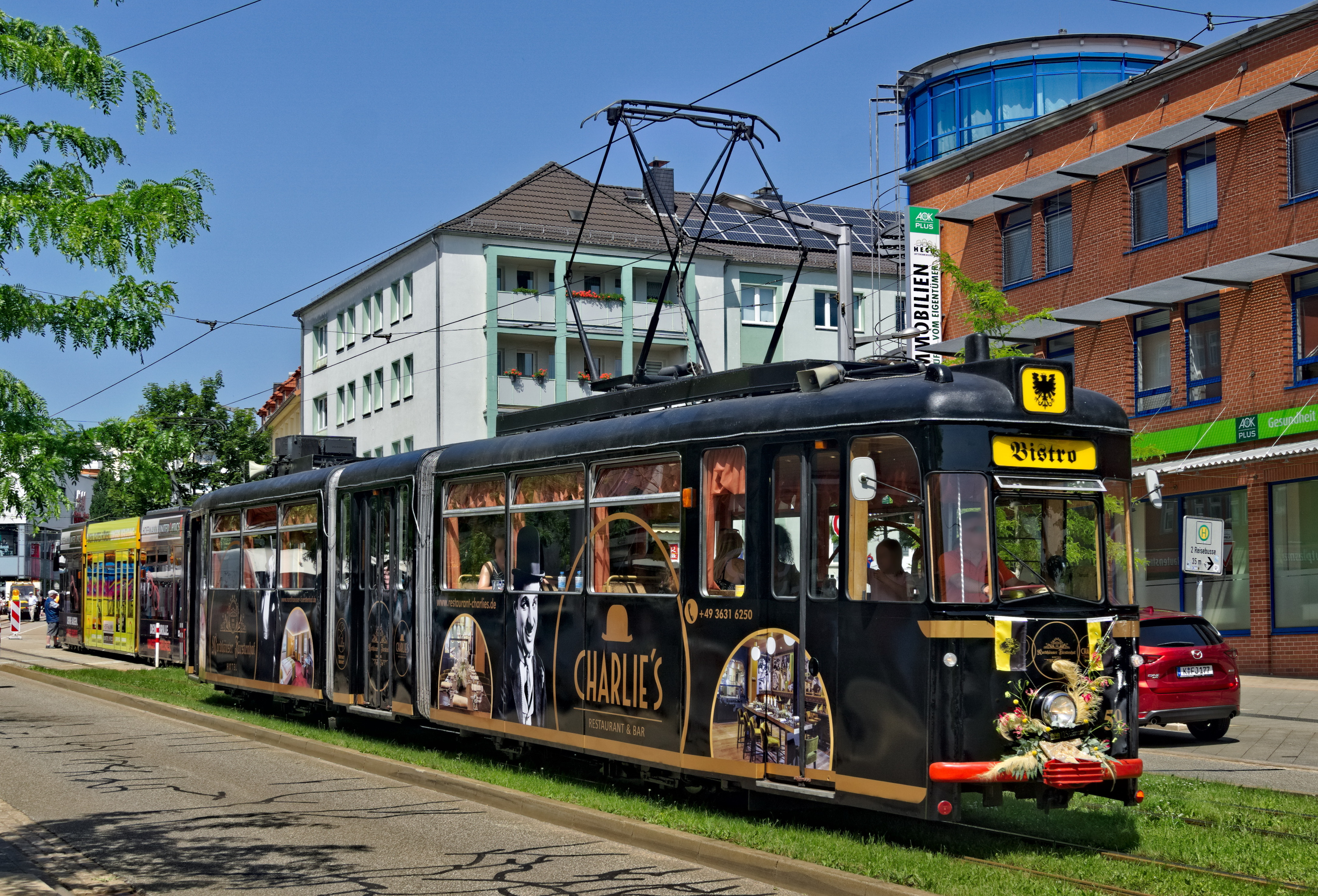
Partywagen 59 (2025)

#### GT4
Nach der Wiedervereinigung wurden Fahrzeuge des Typs GT4 der Maschinenfabrik Esslingen von der Straßenbahn Stuttgart und der Straßenbahn Freiburg im Breisgau übernommen. Der Einsatz endete offiziell mit einer Abschiedsfahrt am 28. Januar 2012.
Zunächst waren dies zwölf Einrichtungswagen aus Stuttgart, die die Nummern 71 bis 82 erhielten, ergänzt um vier Ersatzteilspender. In Stuttgart waren sie nur als geführte Wagen in Doppeltraktionen im Einsatz und mussten zunächst mit Fahrerkabinen, Spiegeln und Fahrscheinentwertern ausgerüstet werden. Ab 1. August 1991 erfolgte der Einsatz der ersten vier Fahrzeuge. Von 1995 bis 1998 gingen die Wagen 78 bis 81 zur Modernisierung beim Mittenwalder Gerätebau. Ab 2000 diente Wagen 72 mit einer türkisen statt gelben Lackierung als zweiter Erprobungsträger des Zweikraftantriebs für die Verbindung mit der Harzquerbahn. Von 1998 bis 2006 wurden die nicht modernisierten Fahrzeuge verschrottet oder an Private abgegeben. Wagen 78 ging 2009 an die Straßenbahnfreunde Nordhausen, wurde jedoch bereits 2010 verschrottet. Die letzten drei Fahrzeuge 79 bis 81 wurden 2012 an die Straßenbahn Iași abgegeben.
1994 ergänzten vier Zweirichtungswagen aus Freiburg mit den Nummern 91 bis 94 den Bestand. Drei weitere Fahrzeuge dienten als Ersatzteilspender. Von 1995 bis 1998 diente Wagen 94 als erster Erprobungsträger des Zweikraftantriebs. 2003 wurden die Triebwagen 91 und 92 nach Halberstadt abgegeben. 2008 und 2013 folgte die Verschrottung der verbleibenden Wagen 93 und 94.

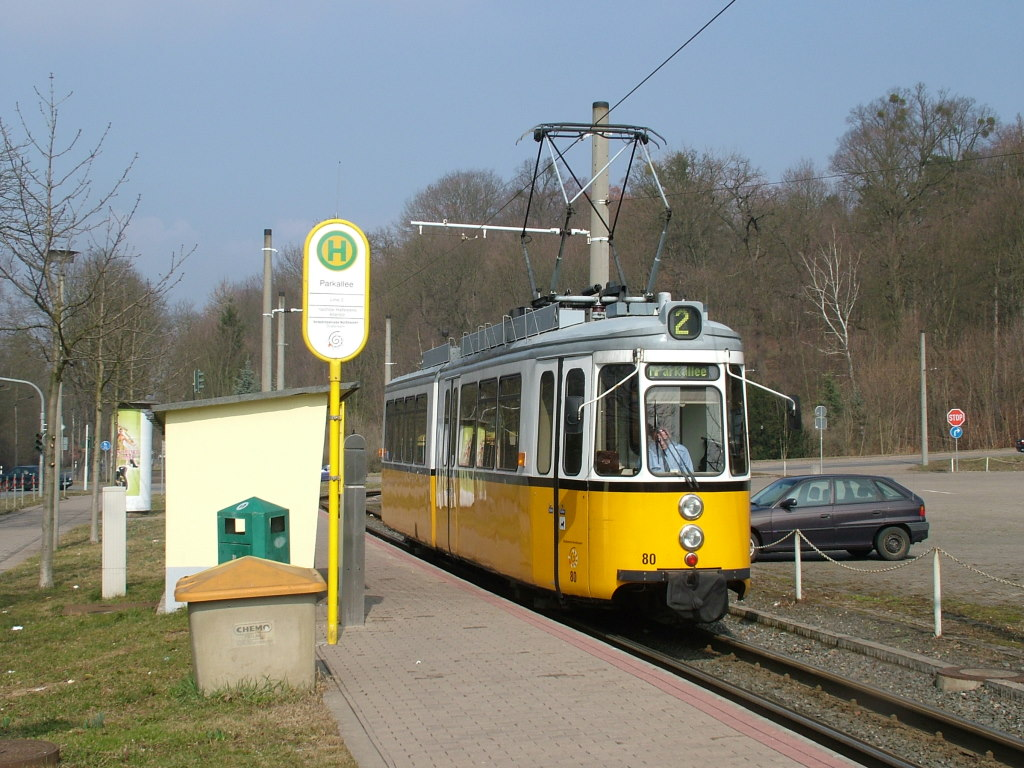
Aus Stuttgart übernommener Einrichtungswagen, modernisiert
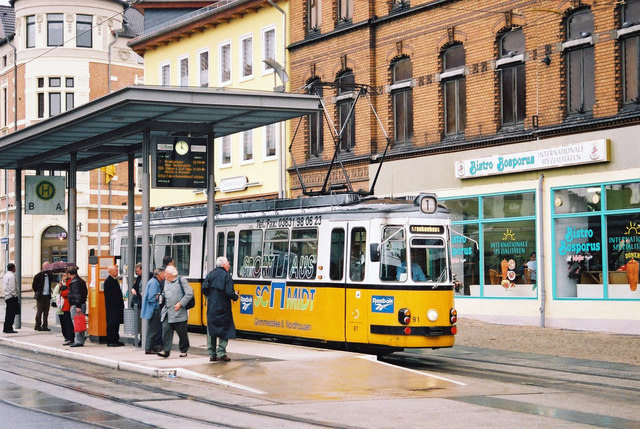
Aus Freiburg übernommener Zweirichtungswagen

### Übersicht
| Nummern     | Stückzahl | Stückzahl   | Hersteller                | Typ                 | Einrichtungswagen/ Zweirichtungswagen | Baujahre   | in Nordhausen ab | Abgabe/ Verschrottung | Bemerkungen |
| Nummern     | (gesamt)  | (vorhanden) | Hersteller                | Typ                 | Einrichtungswagen/ Zweirichtungswagen | Baujahre   | in Nordhausen ab | Abgabe/ Verschrottung | Bemerkungen |
| ----------- | --------- | ----------- | ------------------------- | ------------------- | ------------------------------------- | ---------- | ---------------- | --------------------- | --- |
| 1–13        | 13        | 0           | Hannoversche Waggonfabrik |                     | Zweirichtungswagen                    | 1900       | 1900             | bis 1934              | Verbleib: 12 × Verschrottung, 1 × Straßenbahn Mühlhausen |
| 21–28       | 8         | 1           | Waggonfabrik Wismar       |                     | Zweirichtungswagen                    | 1934       | 1934             | 1967–1973             | Verbleib: 7 × Verschrottung Nr. 23 als historischer Wagen vorhanden |
| 30, 31      | 2         | 0           | LOWA Werdau               | ET50                | Zweirichtungswagen                    | 1951       | 1951, 1967       | 1979, 1981            | Herkunft: 1 × Straßenbahn Gotha Verbleib: 1 × Verschrottung, 1 × Straßenbahn Naumburg |
| 3II         | 1         | 0           | Waggonfabrik Gotha        |                     | Zweirichtungswagen                    | 1912       | 1955             | 1963                  | Herkunft: Straßenbahn Gotha; Verbleib: Verschrottung |
| 40–48       | 9         | 1           | VEB Waggonbau Gotha       | T57                 | Zweirichtungswagen                    | 1957–1960  | 1959, 1968–1972  | 1981–1994             | Herkunft: 1 × Straßenbahn Halle (Saale), 7 × Straßenbahn Gera Verbleib: 5 × Verschrottung, 1 × Straßenbahn Naumburg, 1 × Straßenbahn Görlitz, 1 × privat Nr. 40 als historischer Wagen vorhanden |
| 29, 29II    | 2         | 0           | Waggonfabrik Gotha        | EVAG Nr. 82 bis 117 | Zweirichtungswagen                    | 1938, 1944 | 1965, 1967       | 1967, 1971            | Herkunft: Straßenbahn Erfurt; Verbleib: Verschrottung |
| 51–59 61–69 | 18        | 1           | VEB Waggonbau Gotha       | G4-61 G4-65         | Einrichtungswagen                     | 1961–1967  | 1981–1989        | 1988–1994             | Herkunft: Straßenbahn Erfurt, 2 × Straßenbahn Leipzig (Wagenkästen) Verbleib: 15 × Verschrottung, 2 × privat Nr. 59 als Partywagen vorhanden                                                     |
| 71–82       | 12        | 0           | Maschinenfabrik Esslingen | GT4                 | Einrichtungswagen                     | 1959–1965  | 1991             | 1998–2012             | Herkunft: Straßenbahn Stuttgart Verbleib: 6 × Verschrottung, 3 × Straßenbahn Iași, 3 × privat |
| 91–94       | 4         | 0           | Maschinenfabrik Esslingen | GT4                 | Zweirichtungswagen                    | 1966       | 1994             | 2003–2013             | Herkunft: Straßenbahn Freiburg im Breisgau Verbleib: 2 × Verschrottung, 2 × Straßenbahn Halberstadt                                                                                              |
| 101, 102    | 2         | 2           | Siemens                   | Combino Basic       | Einrichtungswagen                     | 2000       | 2000             |                       | |
| 103, 104    | 2         | 2           | Siemens                   | Combino Advanced    | Einrichtungswagen                     | 2002       | 2002             |                       | |
| 105–107     | 3         | 3           | Siemens                   | Combino Advanced    | Zweirichtungswagen                    | 2002       | 2002             |                       | |
| 201–203     | 3         | 3           | Siemens                   | Combino Duo         | Zweirichtungswagen                    | 2004       | 2004             |                       | Zweikraftantrieb |
| 108, 109    | 2         | 2           | Siemens                   | Combino Classic     | Einrichtungswagen                     | 2011       | 2011             |                       | |

### Ausgeliehene Fahrzeuge

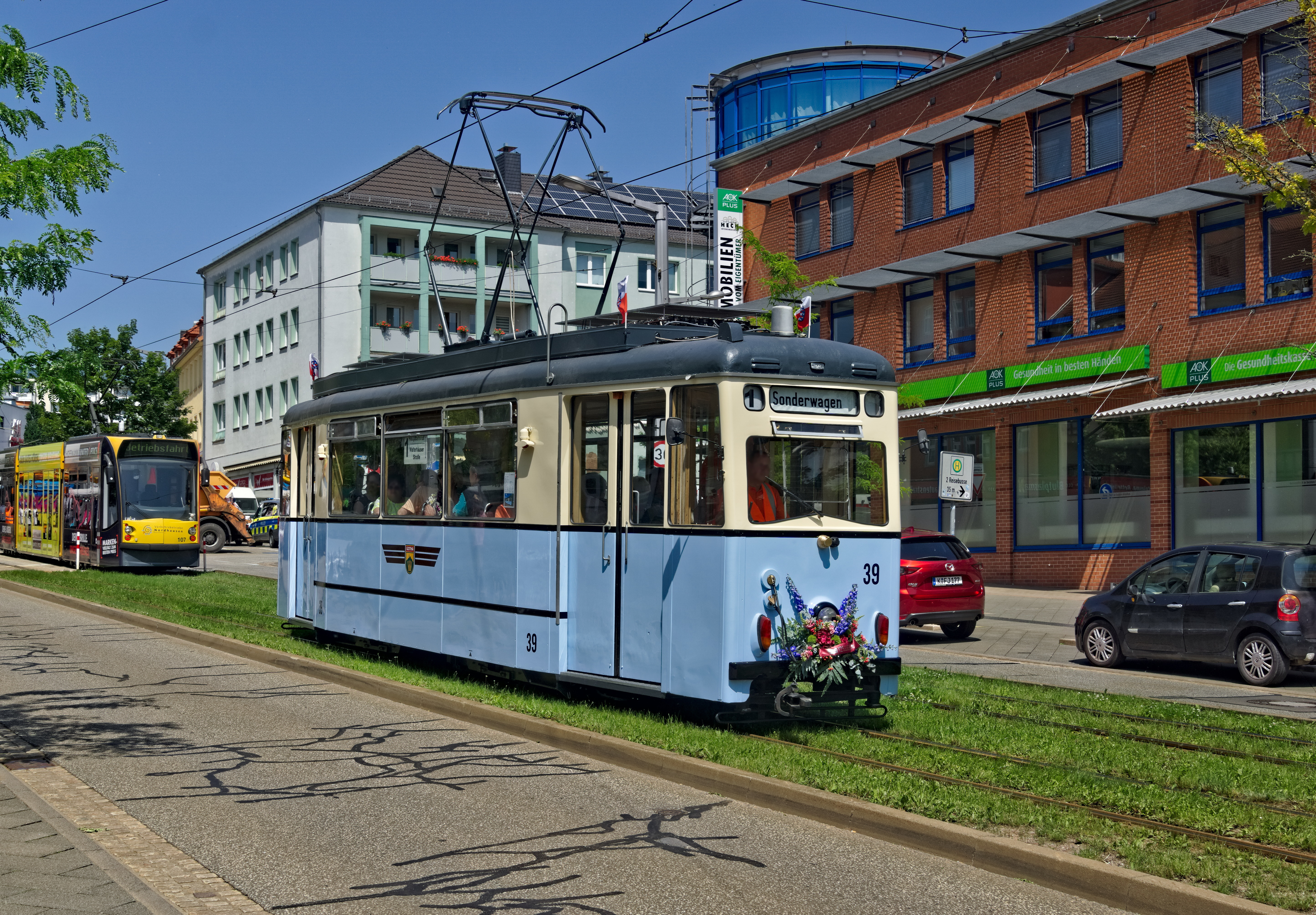
Nr. 39 aus Gotha im Korso zum 125-jährigen Jubiläum der Straßenbahn Nordhausen

Zu verschiedenen Anlässen wurden Fahrzeuge anderer Betriebe ausgeliehen. Zum 75-jährigen Jubiläum der Straßenbahn Nordhausen gastierte im August und September 1975 der historische Triebwagen 29 der Straßenbahn Gera in Nordhausen. Zum 100-jährigen Jubiläum im Jahr 2000 waren der Kriegsstraßenbahnwagen Nr. 96 der Straßenbahn Bochum/Gelsenkirchen, der Pferdebahn-Sommerwagen Nr. 133 der Straßenbahn Naumburg und erneut der Geraer Triebwagen 29 vertreten. Der Pferdebahnwagen wurde dabei vom Nordhäuser T57 Nr. 40 gezogen. Im Sommer 2004 wurde anlässlich der Landesgartenschau der Sommertriebwagen Nr. 100 aus Gmunden ausgeliehen. Beim 125-jährigen Jubiläum 2025 gastierte der Triebwagen Nr. 39 aus Gotha.
In seiner Funktion als Schienenschleifwagen wurde zunächst von September bis Jahresende 2015, im Herbst 2017 und noch einmal von Februar bis April 2022 der Arbeitswagen 169 aus Halberstadt eingesetzt. Es handelt sich dabei um einen 2013 aus Freiburg übernommenen Verbandswagen II.

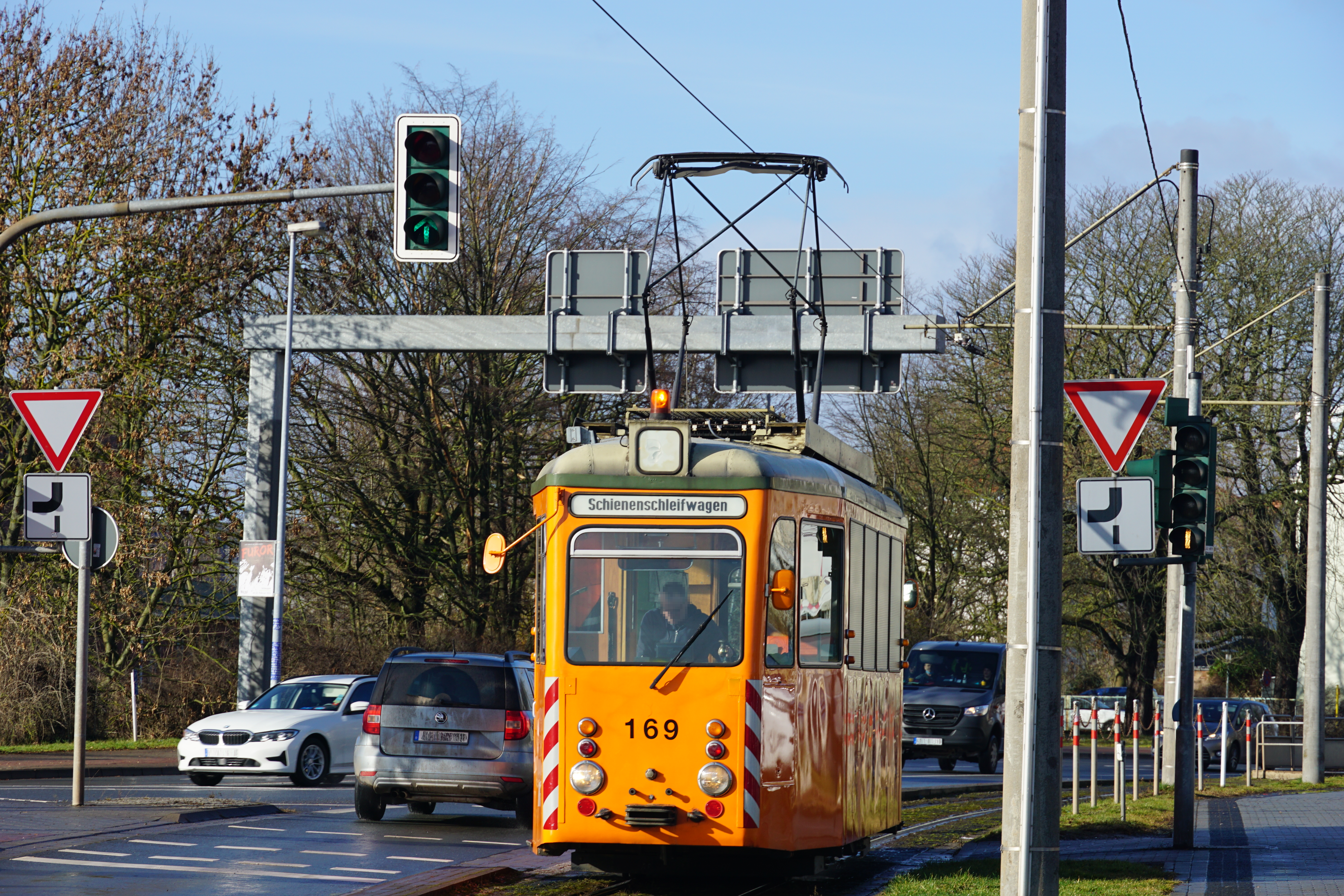
Schienenschleifwagen 169 aus Halberstadt (2022)